# Keith L. Wilson
Keith L. Wilson (1916 – 2 giugno 2013) è stato un clarinettista, docente e direttore d'orchestra statunitense.

## Biografia
Wilson fu nominato alla facoltà della Yale School of Music, New Haven, Connecticut, nel 1946. Ha lavorato come direttore delle Yale Bands fino al 1972. In seguito diventò decano associato della School of Music e direttore della Norfolk Summer School di Musica. Nel febbraio 1956 diresse i membri della Yale Concert Band nella prima esibizione documentata di "Set No. 1, Movement V, 'Calcium Light Night'" del compositore Charles Ives. Si ritirò nel 1987 all'età di 70 anni.
(Smith, Norman. Program Notes for Band. Pg.292)
La sua ultima apparizione come solista è stata nel Concertino per clarinetto di Carl Maria von Weber, con la Yale Concert Band (Thomas C. Duffy, direttore musicale) il 6 dicembre 1985. La sua ultima apparizione di musica da camera avvenne il 15 luglio 1990 con Contrasti per clarinetto, violino e pianoforte di Béla Bartók al Norfolk Chamber Music Festival di Norfolk, Connecticut.

## Accoglienza
Nel 1977 Mitch Leigh e altri della Yale School of Music fondarono la Borsa di studio Keith Wilson, per premiare "un talento eccezionale  nel suonare strumenti a fiato". Al suo ritiro nel 1987 la Yale School of Music commissionò un pezzo in suo onore: "Songs of Sea and Sky" del compositore tasmaniano/australiano Peter Sculthorpe. Nel 1999 gli fu conferita la Medaglia di Sanford, il più alto riconoscimento della Yale School of Music e il Premio Gustav Stoeckel, che onora i docenti che hanno contribuito alla vita della Scuola di Musica. Robert Blocker, Decano della scuola, ha descritto Wilson come "uno dei professori più importanti di Yale" e "l'incarnazione di tutta la Yale School of Music che  spera di essere come lui". Fu scelto per dirigere la National Intercollegiate Band nel 1967.

## Ex studenti degni di nota
Tra gli studenti della Wilson figurano:
- Derek Bermel (clarinettista, compositore)
- Max Christie (clarinettista)
- Daniel Gilbert (clarinettista, ex della Cleveland Orchestra, docente all'Università del Michigan)
- Walter Hekster (clarinettista, compositore)
- William Hudson (clarinettista, conductor)
- David Irwin (clarinettista)
- Mitch Leigh (compositore)
- Eric Mandat (clarinettista, compositore)
- Peter Pastreich (ex direttore esecutivo della San Francisco Symphony)
- Richard Stoltzman (clarinettista)
- Joaquin Valdepeñas (clarinettista della Toronto Symphony)